# Willy Telavi
Willy Telavi é uma figura política de Tuvalu. Ele foi eleito primeiro-ministro de Tuvalu em 24 de dezembro de 2010 e saiu a 1 de agosto de 2013.

## Biografia
Telavi é de Nanumea. Sua carreira na Polícia de Tuvalu culminou com sua nomeação como comissário de polícia em 1993, cargo que ocupou por dezesseis anos. Graduou-se em estudos jurídicos a partir da Universidade do Pacífico Sul em 1999 e um mestrado em gestão internacional a partir da Universidade Charles Darwin, em 2000 

## Gabinete ministerial
Telavi entrou no Parlamento de Tuvalu em 2006 e foi eleito pelo círculo eleitoral de Nanumea. No governo de Apisai Ielemia, Telavi foi nomeado ministro da Administração Interna na Administração Ielemia.
Ele manteve seu assento no Parlamento nas eleições gerais de 2010, e foi nomeado ministro da Administração Interna no gabinete do então primeiro-ministro, Maatia Toafa.

## Primeiro-ministro
Em dezembro, apenas quatro meses após a posse do novo Governo, Telavi se juntou à oposição e permitiu a derrubada do governo através de uma moção de censura, levando-o por oito votos a sete. O movimento teria sido iniciado por parlamentares que tinham "preocupações sobre certos aspectos do orçamento, em particular a perspectiva de que o governo pode não financiar integralmente despesas médicas de pacientes no estrangeiro.  Em 24 de dezembro, Telavi foi eleito para ser o novo primeiro-ministro, derrotando os ministros de Relações exteriores e a ministra do Meio Ambiente, Enele Sopoaga por um voto.  As nomeações de seu gabinete ocorreram no mesmo dia , ele nomeou a si mesmo para continuar como ministro da Administração Interna. 